# Melčice-Lieskové
Melčice-Lieskové (em húngaro: Melcsicmogyoród) é um município da Eslováquia, situado no distrito de Trenčín, na região de Trenčín. Tem 21,58 km² de área e sua população em 2018 foi estimada em 1.621 habitantes.

## Demografia
| Ano:        | 1994 | 2004   | 2014   | 2024   |
| ----------- | ---- | ------ | ------ | ------ |
| Broj ljudi: | 1541 | 1557   | 1619   | 1713   |
| Razlika:    |      | +1,03% | +3,98% | +5,80% |

| Ano:               | 2023 | 2024   |
| ------------------ | ---- | ------ |
| Número de pessoas: | 1719 | 1713   |
| Diferença:         |      | -0,34% |